# Anisarchus

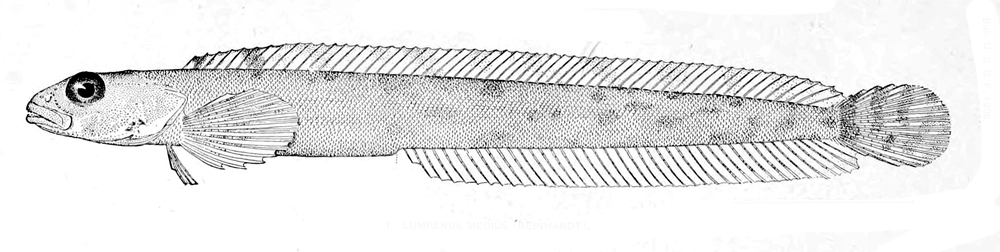
Anisarchus medius (il·lustració del 1906)

Anisarchus és un gènere de peixos de la família dels estiquèids i de l'ordre dels perciformes que es troba a l'Atlàntic nord-oriental (Noruega -incloent-hi Spitsbergen- i Rússia), l'Atlàntic nord-occidental (des de l'oceà Àrtic fins a l'oest de Groenlàndia i la península de Labrador -el Canadà-) i el Pacífic nord-occidental (Corea del Sud, el Japó, Rússia -el krai de Primórie i l'estret de Tatària-, el mar de Bering, el sud-est d'Alaska i els territoris del Nord-oest -el Canadà-).

## Taxonomia
- Anisarchus macrops (Matsubara & Ochiai, 1952)[15]
- Anisarchus medius (Reinhardt, 1837)[16]